# Elio Grolli
Elio Grolli (Schio, 14 maggio 1913 – Malo, 16 maggio 2001) è stato un allenatore di calcio e calciatore italiano, di ruolo attaccante.

## Carriera
Giocò quattro stagioni in Serie A con Bari, Fiorentina e Liguria.

## Palmarès

### Giocatore

#### Competizioni nazionali
- Serie B: 1

Fiorentina: 1938-1939
- Coppa Italia: 1

Fiorentina: 1939-1940